# Parque Estadual da Mata dos Godoy

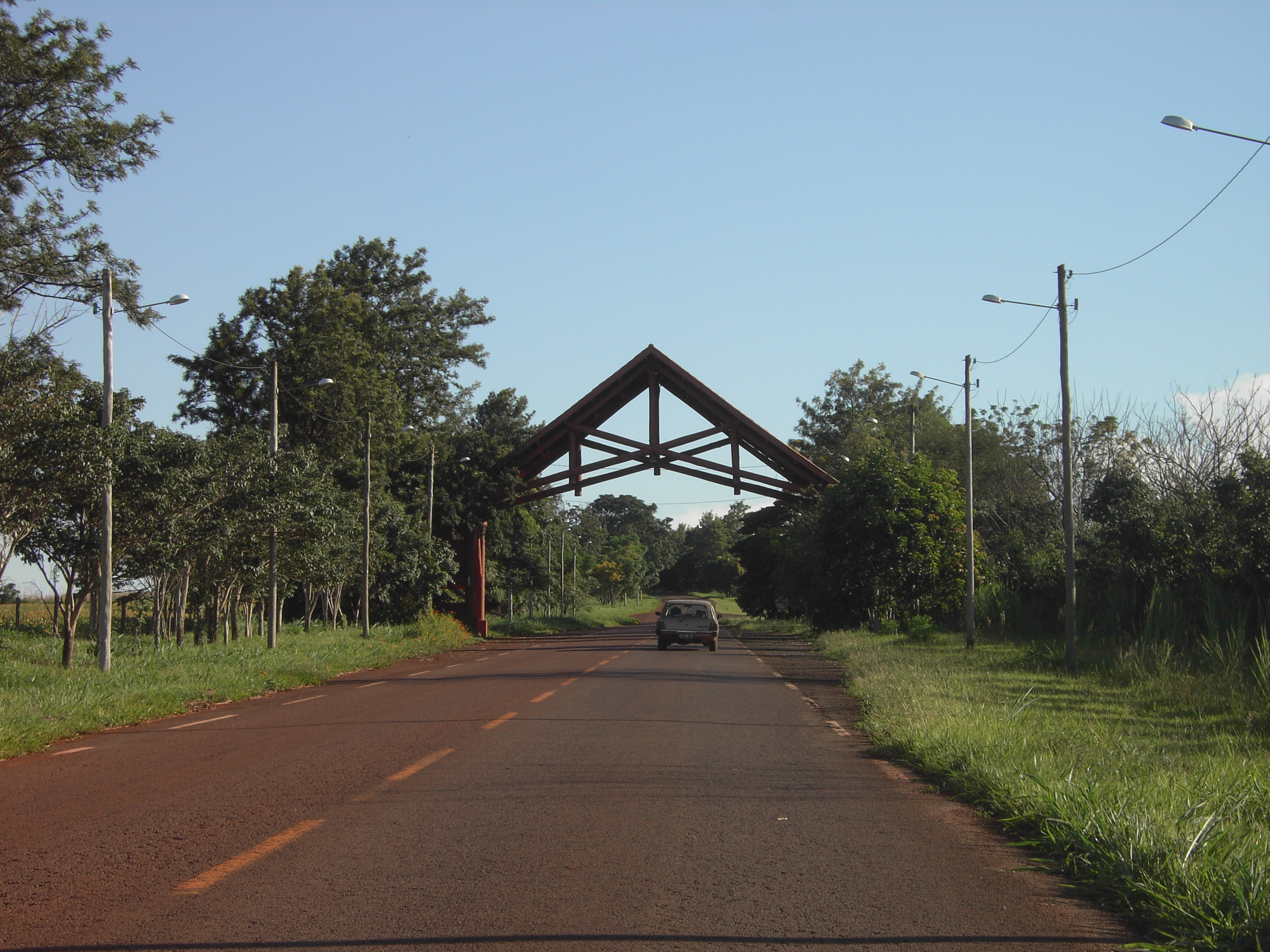
Entrada da Mata do Godoy, em Londrina.

O Parque Estadual da Mata dos Godoy é uma unidade de conservação de mata nativa (floresta estacional semidecidual) de 690,17 hectares, localizada em Londrina, no Paraná.
O parque está localizado a aproximadamente a 20 quilômetros do centro de Londrina, no terceiro planalto paranaense. A unidade de conservação, com área de 74,06 hectares, foi criada pelo Decreto Estadual nº 5150 de 7 de junho de 1989, sendo ampliado pelo Decreto 3917 de 30 de dezembro de 1997.
A Mata dos Godoy, inserida no bioma Mata Atlântica, foi transformada em parque estadual em 1989, sendo aberto a visitação desde 1995. A área abriga diversas espécies de plantas e animais, contendo muitos animais diferenciados, tendo assim, uma fauna e flora ricamente diversificadas. Estudos indicam cerca de 282 espécies de aves, entre elas o tucano de bico verde, araçari de bico branco, jacutinga, macuco, gralha-picaça e urubu-rei. Em relação aos mamíferos são 65 espécies, como o tamanduá-mirim, macaco-prego, onça-parda, lontra, quati, anta e o gato-mourisco. Há no local aproximadamente 200 espécies de árvores, como a peroba, angico, cedro, figueira, pau-marfim, entre outras.